# Dianthus hyssopifolius
Dianthus hyssopifolius é uma espécie de planta com flor pertencente à família Caryophyllaceae. 
A autoridade científica da espécie é L., tendo sido publicada em Centuria I. Plantarum...11. 1755.

## Portugal
Trata-se de uma espécie presente no território português, nomeadamente os seguintes táxones infraespecíficos:
- Dianthus hyssopifolius subsp. hyssopifolius - presente em Portugal Continental. Em termos de naturalidade é nativa da região atrás referida. Não se encontra protegida por legislação portuguesa ou da Comunidade Europeia.